# Kławdija Gadiuczkina
Kławdija Gadiuczkina (ur. 5 grudnia 1910 w Norskoje w obwodzie jarosławskim, wówczas w Imperium Rosyjskim) – rosyjska superstulatka. Jest obecnie najstarszą żyjącą osobą w Rosji.

## Życiorys
Kławdija Gadiuczkina, z domu Krotowa, urodziła się 5 grudnia 1910 roku w wiosce Norskoye w obwodzie jarosławskim. Była córką Michaiła Krotowa i Jewlampii Krotowej. Po rewolucji październikowej jej rodzina zmagała się z biedą. Jej ojciec samotnie wychowywał dzieci. Kławdija musiała opuścić szkołę w trzeciej klasie. W wieku 15 lat podjęła pracę w przędzalni "Krasnyj Pierewał", "Czerwona Przełęcz". Pracowała jako pomocnik, przędzarka i brygadzistka. Poślubiła Siergieja Pietrowicza, z którym miała pięcioro dzieci.
Podczas II wojny światowej jej mąż udał się na front, instruując ją, aby w razie potrzeby wymieniała rodzinne dobra na jedzenie. Zginął w 1956 roku w wyniku obrażeń odniesionych w pracy. Kławdija przepracowała w fabryce 52 lata, po czym przeszła na emeryturę.
Przez całe życie interesowała się literaturą i polityką. Jeszcze w wieku 110 lat potrafiła czytać bez okularów, a w wieku 114 lat poruszała się samodzielnie. W 2019 roku otrzymała list gratulacyjny od prezydenta Rosji Władimira Putina.

## Uznanie za długowieczność
12 listopada 2022 roku, po śmierci 113-letniej Niny Chagelishvili, została uznana za najstarszą żyjącą osobę w Rosji. 13 kwietnia 2024 roku stała się najstarszą osobą w historii Rosji, przekraczając wiek Anny Dadykiny (1905–2018). Jej wiek został zweryfikowany przez Władimira Wołkowa, Dmitrija Sudakowa i Leonida Gawriłowa oraz oficjalnie zatwierdzony 21 września 2023 roku.